# Ozognathus floridanus
Ozognathus floridanus är en skalbaggsart som beskrevs av Leconte 1878. Ozognathus floridanus ingår i släktet Ozognathus och familjen trägnagare. Inga underarter finns listade i Catalogue of Life.